# 아벨상
아벨상(노르웨이어: Abelprisen 아벨프리센[*], 영어: Abel Prize)은 노르웨이의 수학자 닐스 헨리크 아벨의 이름을 딴 상으로, 노르웨이 왕실에서 수여하는 상이다. 2003년부터 수상이 시작되었다. 수학자가 일생 동안 쌓아온 업적을 바탕으로 상을 주기 때문에 거의 대부분 수상자들의 나이가 많다.

## 역사[1]
1902년 아벨 탄생 100주년이 다가오자, 수학자 소푸스 리가 아벨의 이름을 딴 상을 만들 계획을 최초로 제안했다. 하지만, 1899년 그가 사망하면서 추진력을 잃었다. 이후 1902년, 오스카르 2세가 다시 시행하려 했지만, 스웨덴과 노르웨이 연방이 해체되면서 생긴 재정적 악화로 인해 다시 중단되었다. 2000년, 국제 수학 연맹이 지정한 수학의 해에 이 계획이 또다시 부활했고 이번에는 아무런 지장 없이 2003년에 장피에르 세르에게 상을 수여했다.

## 수상자 목록
| 연도 | 수상자              | 소속                                   | 국적          | 업적 |
| 2003 | 장피에르 세르       | 콜레주 드 프랑스                       | 프랑스        | 위상수학, 대수기하학, 정수론 등 수학의 많은 부분에서 현대적 형태를 형성하는 데 중요한 역할                                                |
| 2004 | 마이클 아티야       | 에든버러 대학교                        | 영국          | 위상학, 기하학 및 분석을 통합하고 수학과 이론물리학 사이에 새로운 가교를 구축하는 데 탁월한 역할을 한 지수 정리의 발견 및 증명            |
| 2004 | 이자도어 싱어       | 매사추세츠 공과대학교                  | 미국          | 위상학, 기하학 및 분석을 통합하고 수학과 이론물리학 사이에 새로운 가교를 구축하는 데 탁월한 역할을 한 지수 정리의 발견 및 증명            |
| 2005 | 럭스 페테르         | 뉴욕 대학교/쿠란트 수학연구소          | 헝가리/미국   | 편미분 방정식의 이론 및 적용과 해의 계산에 대한 획기적인 공헌                                                                             |
| 2006 | 렌나르트 칼레손     | 스웨덴 왕립 공학연구소                 | 스웨덴        | 조화 분석과 부드러운 역학 시스템 이론에 대한 심오하고 중대한 공헌                                                                         |
| 2007 | 스리니바사 바라단   | 뉴욕 대학교/쿠란트 수학연구소          | 인도/미국     | 확률 이론에 대한 근본적인 공헌, 특히 큰 편차에 대한 통합 이론을 생성한 공로                                                               |
| 2008 | 존 그리그스 톰프슨  | 플로리다 대학교                        | 미국          | 대수학에서의 심오한 업적, 특히 현대 군집 이론을 형성한 공로                                                                               |
| 2008 | 자크 티츠           | 콜레주 드 프랑스                       | 프랑스        | 대수학에서의 심오한 업적, 특히 현대 군집 이론을 형성한 공로                                                                               |
| 2009 | 미하일 그로모프     | IHÉS / 뉴욕 대학교                     | 러시아/프랑스 | 기하학에 대한 혁신적인 공헌 |
| 2010 | 존 테이트           | 텍사스 대학교 오스틴                   | 미국          | 수 이론에 대한 방대하고 지속적인 영향을 준 공로                                                                                           |
| 2011 | 존 밀너             | 뉴욕 주립대학교 스토니브룩             | 미국          | 위상학, 기하학 및 대수학 분야의 선구적인 발견                                                                                             |
| 2012 | 세메레디 엔드레     | 레니 알프레드 수학연구소/럿거스 대학교 | 헝가리        | 이산 수학과 이론적 컴퓨터 과학에 대한 근본적인 공헌과 이러한 공헌이 가산수 이론과 에르고딕 이론에 미치는 심오하고 지속적인 영향을 준 공로 |
| 2013 | 피에르 들리뉴       | 프린스턴 고등연구소                    | 벨기에        | 대수 기하학에 대한 중요한 공헌과 정수 이론, 표현 이론 및 관련 분야에 대한 변형적 영향                                                     |
| 2014 | 야코프 시나이       | 프린스턴 대학교                        | 러시아/미국   | 역학 시스템, 에르고딕 이론 및 수리 물리학에 대한 근본적인 공헌                                                                            |
| 2015 | 존 포브스 내시      | 프린스턴 대학교                        | 미국          | 비선형 편미분 방정식 이론과 기하학적 분석에 대한 적용에 대한 놀랍고 중요한 공헌                                                           |
| 2015 | 루이스 니런버그     | 뉴욕 대학교                            | 캐나다        | 비선형 편미분 방정식 이론과 기하학적 분석에 대한 적용에 대한 놀랍고 중요한 공헌                                                           |
| 2016 | 앤드루 와일즈       | 옥스퍼드 대학교                        | 영국          | 반안정 타원 곡선에 대한 모듈성 추측을 통해 페르마의 마지막 정리를 놀랍게 증명하여 정수론의 새 시대를 연 공로                              |
| 2017 | 이브 메이어         | 고등사범학교                           | 프랑스        | 웨이블릿의 수학적 이론 개발에 중추적인 역할을 한 공로                                                                                     |
| 2018 | 로버트 랭글랜즈     | 프린스턴 고등연구소                    | 캐나다/미국   | 표현 이론과 정수 이론을 연결하는 환상적인 프로그램을 만든 공로                                                                            |
| 2019 | 카렌 울렌벡         | 텍사스 대학교 오스틴                   | 미국          | 기하 편미분 방정식, 게이지 이론 및 적분 시스템에 대한 선구적인 업적과 분석, 기하학 및 수학 물리학에 대한 작업의 근본적인 영향을 준 공로   |
| 2020 | 힐릴 퓌르스텐베르크 | 예루살렘 히브리 대학교                 | 이스라엘/미국 | 군론, 정수론, 조합론에서 확률과 동역학의 방법 사용을 개척한 공로                                                                          |
| 2020 | 그리고리 마르굴리스 | 예일 대학교                            | 러시아/미국   | 군론, 정수론, 조합론에서 확률과 동역학의 방법 사용을 개척한 공로                                                                          |
| 2021 | 로바스 라슬로       | 외트뵈시 로란드 대학교                 | 헝가리        | 이론적 컴퓨터 과학 및 이산 수학에 대한 기초적인 공헌과 이를 현대 수학의 중심 분야로 형성하는 데 주도적인 역할                             |
| 2021 | 아비 위그더슨       | 프린스턴 고등연구소                    | 이스라엘      | 이론적 컴퓨터 과학 및 이산 수학에 대한 기초적인 공헌과 이를 현대 수학의 중심 분야로 형성하는 데 주도적인 역할                             |
| 2022 | 데니스 설리번       | 스토니브룩 대학교                      | 미국          | 가장 넓은 의미의 토폴로지, 특히 대수학, 기하학 및 역학 측면에 대한 획기적인 역할을 한 공로                                                |
| 2023 | 루이스 카파렐리     | 텍사스 대학교 오스틴                   | 미국          | 자유 경계 문제와 몽주-암페어 방정식을 포함한 비선형 편미분 방정식의 규칙성 이론에 대한 중요한 공헌                                        |
| 2024 | 미셸 탈라그랑       | 프랑스 국립과학연구센터                | 프랑스        | 수학 물리학 및 통계 분야에서 뛰어난 응용을 통해 확률 이론과 함수 분석에 획기적인 공헌                                                     |
| 2025 | 가시와라 마사키     | 교토 대학 수리해석 연구소              | 일본          | 대수 해석학 및 표현 이론, 특히 D-모듈 이론 개발 및 결정 염기 발견에 대한 획기적인 공헌                                                    |

## 같이 보기
- 닐스 헨리크 아벨
- 필즈상